# Bad Company (1972)
Bad Company is een Amerikaanse western uit 1972 onder regie van Robert Benton.

## Verhaal
Tijdens de Amerikaanse Burgeroorlog wordt Drew Dixon door zijn gezin weggestuurd, zodat hij niet naar het front hoeft te gaan. Op weg naar het westen maakt hij kennis met Jake Rumsey, Arthur Simms en Loney. De mannen plegen samen enkele diefstallen. Er wordt ook op hen gejaagd door de bestolen burgers en door bandieten en de groep valt uit elkaar.

## Rolverdeling
| Acteur            | Personage      |
| ----------------- | -------------- |
| Jeff Bridges      | Jake Rumsey    |
| Barry Brown       | Drew Dixon     |
| Jim Davis         | Sheriff        |
| David Huddleston  | Big Joe        |
| John Savage       | Loney          |
| Jerry Houser      | Arthur Simms   |
| Damon Douglas     | Jim Bob Logan  |
| Joshua Hill Lewis | Boog Bookin    |
| Geoffrey Lewis    | Hobbs          |
| Raymond Guth      | Jackson        |
| Ed Lauter         | Orin           |
| John Quade        | Nolan          |
| Jean Allison      | Mevrouw Dixon  |
| Ned Wertimer      | Mijnheer Dixon |
| Charles Tyner     | Eierboer       |